# Daviesia flava
Daviesia flava är en ärtväxtart som beskrevs av Leslie Pedley. Daviesia flava ingår i släktet Daviesia, och familjen ärtväxter. Inga underarter finns listade i Catalogue of Life.